# Verb–subjekt–objekt-språk
Ett verb–subjekt–objekt-språk (VSO-språk) är inom lingvistiken ett språk som har en grundordföljd där (predikats-)verbet (V) står först i satser, följt av subjektet (S) och sedan objektet (O).
Cirka 5 % av jordens språk är VSO-språk, bland dem alla levande keltiska språk samt hebreiska och tagalog. En del språk (däribland svenska) byter från SVO till VSO vid frågor, exempelvis i satsen Äter hunden mat?.